# Tad (gruppo musicale)
TAD sono stati una rock band statunitense della scena musicale Grunge, formatasi nel 1988 a Seattle, Washington, per volontà di Tad Doyle e Kurt Danielson.

## Storia
Questa formazione, che esordisce sotto l'etichetta indipendente Sub Pop nel 1989, viene spesso ricordata come una delle band più "pesanti" e "meno accessibili" dell'allora nascente scena Grunge. A differenza della grande maggioranza dei loro colleghi, le influenze musicali dei TAD si radicavano soprattutto nel metal degli anni settanta piuttosto che nel punk. La band stessa aveva un look heavy, vestivano come boscaioli con grandi camicie a quadri, e scarponi da montagna.
Capitanati dal possente ex macellaio Tad Doyle (136 kg di peso) alla chitarra ed alla voce, la band si formò nel tardo 1988, con Kurt Danielson al basso, Gary Thorstensen alla chitarra e Steve Wied (ex Skin Yard) alla batteria. Doyle suonava la batteria in un gruppo chiamato H-Hour. Successivamente Doyle e Danielson suonarono insieme fino al 1988 nella band Bundle of Hiss.
In un'intervista a Guido Chiesa nel 1991, Tad Doyle disse:
Nel 1989 realizzarono il loro primo album, God's Balls, prodotto da Jack Endino e pubblicato dalla Sub Pop. Per promuovere il loro primo album, i TAD partirono in tour come band di supporto al tour di Bleach, assieme ad un'altra - allora esordiente - band di casa alla Sub Pop: i Nirvana di Kurt Cobain. Già da questo primo lavoro si nota la differenza della band rispetto alle altre band emergenti di Seattle: riff e voce pesanti, chitarre distorte al massimo sono gli ingredienti presenti in pezzi come Satan's Chainsaw, Pork Chop, e Nipple Belt.
Il loro successivo album viene pubblicato nel 1990, con il titolo Salt Lick, prodotto da Steve Albini. Nel 1991 esce il terzo lavoro, 8-Way Santa, con alla produzione Butch Vig. Di questo album si ricorda soprattutto il pezzo Jack Pepsi, che parla degli effetti della miscela tra la Pepsi-Cola e il whisky Jack Daniel's. Questo album è sicuramente il più melodico della band, o comunque il più orecchiabile di quelli incisi sotto la Sub Pop.

## Periodo major
La band aveva già un cospicuo seguito di fans, anche se in realtà era considerata una band di nicchia. Tad Doyle appare brevemente anche nel cosiddetto "manifesto" della scena grunge, cioè il film Singles - L'amore è un gioco di Cameron Crowe. Successivamente firmano un contratto con l'etichetta Giant Records, etichetta di proprietà della Warner Bros. Records. In questo lasso di tempo il batterista Steve Wied abbandona il gruppo prima della realizzazione del nuovo album. Wied viene quindi sostituito da Josh Sinder, ex batterista della band hardcore The Accüsed. Con la nuova formazione viene realizzato nel 1993, il primo lavoro sotto major, Inhaler. Alla produzione troviamo J. Mascis dei Dinosaur Jr.. Ma l'obiettivo di fare il salto di qualità fallisce, perché il disco non ottiene il successo che ci si attendeva, nonostante la band vada in tour per promuovere l'album come supporto ai Soundgarden. La Giant allora, sommando le vendite non eccezionali, e la comparsa su un poster promozionale dell'album di una foto di Bill Clinton che fuma un joint accompagnata dalla didascalia "This is Heavy Shit", decide di scaricare il gruppo e rescinde il contratto.
Nel 1994 anche il chitarrista Gary Thorstensen lascia la band, che rimane quindi un trio. Nel 1995 realizzano per l'etichetta Futurist Records, Live Alien Broadcasts, un album registrato in presa diretta in studio che ripropone pezzi dei precedenti album. Sempre nel 1995, si assicurano un contratto con la EastWest, sussidiaria della Elektra Records, e realizzano un altro album, Infrared Riding Hood. L'album ha scarso successo, e la band viene scaricata dalla EastWest.

## Il dopo major
In seguito a questo ennesimo insuccesso, la band continua per un paio di anni a fare concerti in giro. Josh Sinder lascia il gruppo nel 1997, e viene sostituito dall'ex batterista dei Foil, Mike Mongrain. Dopo la pubblicazione di un singolo per la Amphetamine Reptile Records, nel 1998 i membri della band iniziano a dedicarsi ad altri progetti. Kurt Danielson entra a far parte dei Valis, progetto parallelo delle band Screaming Trees e Mudhoney, mentre Tad Doyle forma un nuovo gruppo, gli Hog Molly, con il quale realizza un album nel 2001, Kung-Fu Cocktail Grip. Tuttavia, pur avendo ricevuto varie buone recensioni, il gruppo si sciolse poco dopo. Pur non avendo ancora pubblicato un album, Tad Doyle è il frontman del suo nuovo gruppo, Hoof.
La band non si è mai sciolta ufficialmente, tuttavia il loro ultimo album risale al 1995. Nel febbraio 2008 è uscito un documentario sulla band intitolato Busted Circuits and Ringing Ears.

## Formazione

### Principale
- Tad Doyle (vero nome Thomas A. Doyle) - voce, chitarra
- Kurt Danielson - basso
- Gary Thorstensen - chitarra (1988-1994)
- Steve Wied - batteria (1988-1993)

### Altri componenti
- Josh Sinder - batteria (1993-1997)
- Mike Mongrain - batteria (1997-1998)

## Discografia
- 1989 - God's Balls (Sub Pop)
- 1990 - Salt Lick/God's Balls (Sub Pop)
- 1991 - 8-Way Santa (Sub Pop)
- 1993 - Inhaler (Mechanic/Giant)
- 1995 - Infrared Riding Hood (Mechanic/EastWest)
- 1995 - Live Alien Broadcasts (Futurist)
- 2018 - Quick and Dirty (Incineration Ceremony Recordings)

### Singoli/EP
- Daisy/Ritual Device (Sub Pop Records, 1988).
- TAD Damaged I—Pussy Galore Damaged II (Sub Pop Records, 1989).
- Wood Goblins 12" (Glitterhouse Records, 1989).
- Loser/Cooking With Gas (Sub Pop Records, 1990).
- Salt Lick (Sub Pop Records, 1990).
- Jinx/Pig Iron (Sub Pop Records, 1990).
- Jack Pepsi (Sub Pop Records, 1991).
- Salem/Welt/Leper (Sub Pop Records, 1992).
- Lycantrope/Just Bought The Farm (Pusmort Records, 1992).
- Leafy Incline/Pale Corkscrew (Giant/Warner Bros. Records, 1993).
- Dementia (EastWest/Elektra Records, 1995).
- Red Eye Angel/Bludge (EastWest/Elektra Records, 1995).
- Obscene Hand/Kevorkian's Holiday (Amphetamine Reptile Records, 1997).
- Oppenheimer's Pretty Nightmare/Accident On the Way to Church (Up Records, 1998).

### Partecipazioni/compilation
- Sex God Missy in Sub Pop 200 (Sub Pop Records, 1988).
- Sex God Missy in Sub Pop Rock City (Glitterhouse Records, 1989).
- Behemoth in Crunchhouse (Glitterhouse Records, 1989).
- Habit & Necessity in Dope, Guns N' Fucking In The Streets, Vol. 3 (Amphetamine Reptile Records, 1989).
- Habit & Necessity in Dope, Guns N' Fucking In The Streets, Vols. 1-3 (Amphetamine Reptile Records, 1989).
- Ritual Device, Daisy in Fuck Me I'm Rich (Sub Pop, 1990).
- Stumblin' Man in The Grunge Years (Sub Pop Records, 1991).
- Jinx in Revolution Come 'N' Gone (Sub Pop Records, 1992).
- Pig Iron in Mesomorph Enduros (Big Cat Records (UK), 1992).
- Helot (live) in 1989-1993: The John Peel Sub Pop Sessions (Sub Pop Records, 1993).
- Grease Box in Brainscan Original Motion Picture Soundtrack (Ruffhouse Records, 1994).
- Luminol in Insanity (promo only) (Sony Music Entertainment, 1994).
- Just Bought The Farm (live) in Bite Back: Live At The Crocodile Cafe (PopLlama Records, 1996).
- Giant Killer in Hype! The Motion Picture Soundtrack (Sub Pop Records, 1996).
- Oppenheimer's Pretty Nightmare in Up Next: The Up Records Compilation (Up Records, 1998).